# Belville (Carolina del Norte)
Belville es un pueblo ubicado en el condado de Brunswick en el estado estadounidense de Carolina del Norte. La localidad en el año 2000, tenía una población de 285 habitantes en una superficie de 10,6 km², con una densidad poblacional de 27,3 personas por km².

## Geografía
Belville se encuentra ubicado en las coordenadas 34°13′9″N 77°59′43″O / 34.21917, -77.99528. Según la Oficina del Censo, la localidad tiene un área total de 10,6 km² (4,1 mi²), de la cual 10,5 km² (4,1 mi²) es tierra y 0,2 km² (0,1 mi²) (1.46%) es agua.

### Localidades adyacentes
El siguiente diagrama muestra a las localidades en un radio de 12 kilómetros (7,5 mi) de Belville.

## Demografía
En el 2000 la renta per cápita promedia del hogar era de $55.536, y el ingreso promedio para una familia era de $56.250. El ingreso per cápita para la localidad era de $22.482. En 2000 los hombres tenían un ingreso per cápita de $29.167 contra $23.929 para las mujeres. Alrededor del 14.50% de la población estaba bajo el umbral de pobreza nacional.